# Raúl Dubois
Raúl Dubois Cumba (Santiago di Cuba, 2 gennaio 1959) è un ex cestista cubano.

## Carriera
Con Cuba ha partecipato alle Olimpiadi del 1980, disputando 5 partite e segnando 17 punti.